# Atractus vertebralis
Atractus vertebralis — вид змій родини полозових (Colubridae). Ендемік Перу.

## Поширення і екологія
Atractus vertebralis відомі з типової місцевості, розташованої в районі Санто-Домінго у горах Кордильєра-де-Карабая, в регіоні Пуно, на висоті 1800 м над рівнем моря.